# قطار هوایی (فیلم ۱۹۷۷)
«قطار هوایی» (انگلیسی: Rollercoaster) فیلمی در ژانر اکشن، نئو نوآر، مهیج، و مرموز به کارگردانی جیمز گلداستون است که در سال ۱۹۷۷ منتشر شد.

## خلاصه داستان
داستان فیلم در مورد تروریستی جوان است که با استفاده از بمب‌های دست‌ساز از چندین شرکت بزرگ اخاذی می‌کند. پس از اینکه پلیس به او پول‌های علامت گذاری شده می‌دهد، او خشمگین شده و ترن هوایی شهربازی شهر را بمب‌گذاری می‌کند و…

## بازیگران
- تیماتی باتومز
- جورج سگال
- هنری فوندا
- ریچارد ویدمارک
- هلن هانت
- سوزان استراسبرگ
- هری گواردینو
- استیو گوتنبرگ
- هری دیویس
- مایکل بل
- ویلیام پرینس
- استیون پرلمن